# Drucourt
Drucourt és un municipi francès situat al departament de l'Eure i a la regió de Normandia. L'any 2007 tenia 592 habitants.

## Demografia

### Població
El 2007 la població de fet de Drucourt era de 592 persones. Hi havia 214 famílies, de les quals 44 eren unipersonals (32 homes vivint sols i 12 dones vivint soles), 71 parelles sense fills, 95 parelles amb fills i 4 famílies monoparentals amb fills.
La població ha evolucionat segons el següent gràfic:
Habitants censats

### Habitatges
El 2007 hi havia 306 habitatges, 212 eren l'habitatge principal de la família, 89 eren segones residències i 5 estaven desocupats. 276 eren cases i 1 era un apartament. Dels 212 habitatges principals, 170 estaven ocupats pels seus propietaris, 33 estaven llogats i ocupats pels llogaters i 9 estaven cedits a títol gratuït; 5 tenien dues cambres, 37 en tenien tres, 55 en tenien quatre i 115 en tenien cinc o més. 163 habitatges disposaven pel capbaix d'una plaça de pàrquing. A 83 habitatges hi havia un automòbil i a 107 n'hi havia dos o més.

### Piràmide de població
La piràmide de població per edats i sexe el 2009 era:
| Homes | Edats   | Dones |
| ----- | ------- | ----- |
| 0     | 95 o +  | 0     |
| 0     | 90 a 94 | 0     |
| 4     | 85 a 89 | 16    |
| 0     | 80 a 84 | 0     |
| 12    | 75 a 79 | 16    |
| 12    | 70 a 74 | 0     |
| 12    | 65 a 69 | 28    |
| 12    | 60 a 64 | 8     |
| 24    | 55 a 59 | 20    |
| 16    | 50 a 54 | 24    |
| 20    | 45 a 49 | 24    |
| 24    | 40 a 44 | 24    |
| 24    | 35 a 39 | 20    |
| 4     | 30 a 34 | 12    |
| 12    | 25 a 29 | 28    |
| 36    | 20 a 24 | 16    |
| 24    | 15 a 19 | 12    |
| 12    | 10 a 14 | 12    |
| 40    | 5 a 9   | 8     |
| 16    | 0 a 4   | 36    |

## Economia
El 2007 la població en edat de treballar era de 402 persones, 282 eren actives i 120 eren inactives. De les 282 persones actives 255 estaven ocupades (143 homes i 112 dones) i 28 estaven aturades (16 homes i 12 dones). De les 120 persones inactives 38 estaven jubilades, 29 estaven estudiant i 53 estaven classificades com a «altres inactius».

### Ingressos
El 2009 a Drucourt hi havia 220 unitats fiscals que integraven 591 persones, la mediana anual d'ingressos fiscals per persona era de 18.273 €.

### Activitats econòmiques
Dels 30 establiments que hi havia el 2007, 1 era d'una empresa de fabricació d'altres productes industrials, 12 d'empreses de construcció, 4 d'empreses de comerç i reparació d'automòbils, 1 d'una empresa de transport, 2 d'empreses d'hostatgeria i restauració, 5 d'empreses de serveis i 5 d'empreses classificades com a «altres activitats de serveis».
Dels 12 establiments de servei als particulars que hi havia el 2009, 3 eren paletes, 1 guixaire pintor, 3 fusteries, 4 lampisteries i 1 electricista.
L'any 2000 a Drucourt hi havia 28 explotacions agrícoles que ocupaven un total de 520 hectàrees.

## Equipaments sanitaris i escolars
El 2009 hi havia una escola maternal integrada dins d'un grup escolar amb les comunes properes formant una escola dispersa.

## Poblacions més properes
El següent diagrama mostra les poblacions més properes.